# Condado de Rosebud

O Condado de Rosebud é um condado localizado no estado do Montana nos Estados Unidos e a sua capital é Forsyth, e a sua maior cidade é Colstrip. O condado tem uma área de 13 020 km² (dos quais 39 km² estão cobertos por água), uma população de 9383 habitantes, e uma densidade populacional de 0,72 hab/km² (segundo o censo nacional de 2000). O condado foi fundado em 1901 e recebeu o seu nome a partir do nome local (rio Rosebud) do rio Stillwater, afluente do rio Yellowstone.